# Бюкоуда
Бюкоуда (на английски: Bucoda) е град в окръг Търстън, щата Вашингтон, САЩ. Бюкоуда е с население от 628 жители (2000) и обща площ от 1,1 km². Намира се на 81 m надморска височина. ЗИП кодът му е 98530, а телефонният му код е 360.